# Scelloides vicinus
Scelloides vicinus är en tvåvingeart som beskrevs av Octave Parent 1933. Scelloides vicinus ingår i släktet Scelloides och familjen styltflugor. Inga underarter finns listade i Catalogue of Life.